# Laser involucratum
Laser involucratum är en växtart i släktet Laser och familjen flockblommiga växter.
Arten är en perenn ört som förekommer i norra Iran. Den beskrevs först som Cachrys involucrata av Peter Simon Pallas och Joseph August Schultes 1820, och fick sitt nu gällande namn av Krzysztof Spalik och Aneta Wojewódzka 2016.